# Batalla del río Áxona
La batalla del Áxona fue un enfrentamiento militar sucedido el año 57 a. C. entre las legiones romanas de Julio César y la Confederación Belga al mando de Galba, rey de los suesiones, en el marco de la guerra de las Galias. Los belgas, guiados por el rey Galba de los suesiones atacaron, solo para ser rechazados por César. Temiendo una emboscada, los romanos retrasaron su persecución.

## Antecedentes
En el invierno del 58-57 a. C., el procónsul Julio César escuchó rumores que indicaban la disposición de los belgas para atacar a los romanos a través de cartas del legado Tito Labieno. Las numerosas tribus belgas temían que César marchara contra ellos y por eso formaron una gran alianza. Esta información fue útil para que César extendiera sus campañas más al norte de la Galia, contratar dos legiones (XIII y XIV) que su lugarteniente Quinto Pedio llevaría a la región y convencer a la tribu de los remos, de aliarse con Roma. El senado de ese pueblo se reunió ante César y entregaron a los hijos de sus líderes como rehenes.
Las otras tribus belgas respondieron amenazando a los remos. Entre tanto, César entabló comunicaciones con los eduos de Diviciaco y le comunicó su deseo de dividir las fuerzas enemigas, proponiéndole atacar las tierras de los belovacos Sabedor por sus exploradores del punto de reunión de los ejércitos belgas, el procónsul decidió avanzar hacia ellos para lo que cruzó el río Áxona mediante la construcción de un puente y un campamento (castra) para vigilarlo. La posición era clave, pues garantizaba sus comunicaciones y líneas de suministros desde el país de los remos. Fue guarnecido con seis cohortes a cargo del legado Quinto Titurio Sabino y le rodeaba una empalizada y una trinchera.
Los aliados atacaron un oppidum (villa fortificada) de los remos ubicado cerca del Áxona llamado Bibrax durante todo un día. Se reunieron en gran número alrededor del oppidum y empezaron a arrojarle piedras. Luego cargaron contra las murallas y en formación de testudo intentaron abrir las puertas, apoyándose en el fuego de jabalinas y rocas para limpiar de defensores las murallas. La noche puso pausa a la batalla, y el jefe de la fortaleza, un noble remo llamado Iccio, envió un mensajero a César pidiendo socorro pues tendría que rendirse de no ser salvado. El procónsul respondió enviando a arqueros númidas y cretenses y honderos baleares a ayudar a los defensores. Esto le dio nuevos ánimos a los remos y desalentó a los belgas, que dejaron de intentar tomar la fortaleza y se dedicaron a saquear la campiña. Luego se aproximaron a apenas dos millas del campamento romano. Ahí construyeron su propio campamento.

## Fuerzas enfrentadas
La alianza que incluía a los belóvacos (que disponían de cien mil guerreros pero prometían sesenta mil a la alianza), suesiones (cincuenta mil), nervios (cincuenta mil), atrebates (quince mil), ambianos (diez mil), mórinos (veinticinco mil), menapios (nueve mil), cáletes (diez mil), veliocases (diez mil), viromanduos (diez mil), aduáticos (diecinueve mil), condrusos, eburones, cerosos y pemanos (cuarenta mil entre los últimos cuatro pueblos) dirigidos por el rey suesión Galba. Historiadores modernos rebajan la cifra a entre setenta y cinco mil y cien mil guerreros reunidos. Además, estaban pidiendo ayuda a sus aliados germánicos. Historiadores modernos sostienen que en realidad, los nervios y sus aliados más cercanos no lucharon en el Áxona, sólo los belóvacos y suesones. Al parecer, la alianza belga era incapaz de concentrar en un único lugar todas sus fuerzas por dificultades logísticas, así que organizó dos ejércitos, uno que luchó en el Áxona y el otro en el Sabis.
El ejército romano se componía de ocho legiones, equivalentes a treinta y dos mil o cuarenta mil legionarios. Entre los auxiliares había arqueros cretenses, honderos baleares y jinetes númidas, remos y tréveros, quizás hasta unos veinte mil soldados.

## Batalla

### Primera fase
Como las fuerzas de César eran superadas en número, se limitó a lanzar incursiones de caballería para tantear las habilidades bélicas de sus enemigos. Sabiendo que sus legiones podían ser flanqueadas, hizo que su ejército construyera dos trincheras, cada una de cuatrocients pasos de largo, una a cada lado de la llanura por delante del campamento romano, que se ubicaba en una colina que se elevaba levemente de la llanura por el frente, mientras que la subida era más empinada por los lados. Al final de estas trincheras, César hizo que se construyeran pequeños fuertes en los que colocó su artillería para evitar todo intento de flanqueo. Entonces, dejando a dos legiones de reserva en el campamento, llevó a las otras seis en orden de batalla, y el enemigo hizo lo mismo.
La clave de la batalla estuvo en la pequeña marisma que estaba situada entre los dos ejércitos, y ambas fuerzas ansiosamente anticiparon el cruce del otro de este obstáculo, pues era seguro que esto desordenaría a las fuerzas que lo hicieran. La batalla comenzó con escaramuzas de caballería, aunque ninguna de las fuerzas cruzó el pantano. César señala que sus fuerzas salieron favorablemente en estas acciones iniciales, de manera que las guio de vuelta a su campamento.

### Segunda fase
Tras la maniobra de César las fuerzas belgas circunvalaron el campamento y se atrevieron a acercarse a él desde atrás. La parte trasera del campo estaba rodeado por el río Áxona, y los belgas buscaron atacar el campamento a través de un simple lugar vadeable en el río. César afirma que su intención era guiar una parte de su fuerza para atacar el campamento de Sabino y cortar el puente, logrando separar a los romanos de las tierras en el lado opuesto del río. Esta táctica privaría a ambos los romanos de tierra para aprovisionarse, e impedirles recibir la ayuda de la tribu de los remos cuyas tierras los belgas tenían la intención de someter a pillaje.
Para contrarrestar esta maniobra, César envió a todos su infantería ligera y caballería para manejar el terreno dificultoso (pues sería más difícil para la infantería pesada hacerlo):

César, siendo consciente de la situación gracias a Titurio, llevó a toda su caballería y númidas ligeramente armados, honderos y arqueros, por encima del puente, y los aceleró hacia ellos. Hubo una intensa lucha en ese lugar. Nuestros hombres, atacando en el río al enemigo en desorden, dio muerte a gran parte de ellos. Por el número inmenso de sus misiles ellos hicieron retroceder al resto, quienes, de una manera de lo más valiente estaban intentando pasar por encima de sus cuerpos, y los rodearon con su caballería, y cortaron las piezas aquellas que habían cruzado el río primero.

Desanimado por el atrevido ataque de los hombres de César, y por su consecuente incapacidad de tomar el campamento al asalto o bloquear a los romanos de impidiéndoles cruzar el río, las fuerzas belgas se retiraron a su campamento. Entonces, convocando un consejo de guerra, ellos inmediatamente resolvieron regresar a sus territorios de origen, donde ellos serían más capaces de implicar al ejército invasor de César. Además, se enteraron de que los eduos se aproximaban a las tierras de los belovacos.

## Consecuencias
Los belgas iniciaron su retirada durante la noche pero en desorden, con cada tribu deseando seguir su propio camino para volver a sus hogares. Tan precipitada fue la partida belga de su campamento, que parecía en gran medida como una retirada presa del pánico para las fuerzas romanas. Sin embargo, conforme César era para entonces ignorante de su razón para marcharse, decidió no perseguirlos inmediatamente, por miedo a una emboscada. Al día siguiente, después de saber por sus exploradores de que era una verdadera de las fuerzas belgas, envió a su caballería a cargo de los legados Quinto Pedio y Lucio Aurunculeyo Cota, junto a tres legiones a cargo de su segundo al mando, Tito Labieno. Los romanos atacaron a la retaguardia enemiga, matando a muchos hasta que algunos guerreros consiguieron organizarse y hacerles frente. En tanto que el bagaje enemigo, creyéndose a salvo, fue sorprendido al escuchar el avance romano y sus defensores se dispersaron. Así los romanos mataron a cuantos belgas pudieron hasta que atardeció y decidieron volver a su campamento.

### Clásicas
- Cayo Julio César. Comentarios sobre la guerra de las Galias. Traducción latín-inglés por W. A. McDevitte & W. S. Bohn. 1ª edición. Nueva York: Harper & Brothers, 1869. Harper's New Classical Library. Digitalizado el Libro II en Perseus. Versión en latín en The latin library.
- Dion Casio. Historia romana. Libro XXXIX. Digitalizado por UChicago. Basado en el volumen 3 de edición de Loeb Classical Library, traducción griego antiguo-inglés por Earnest Cary, 1914.

### Modernas
- Tucker, Spencer C. (2009). A Global Chronology of Conflict: From the Ancient World to the Modern Middle East. Santa Bárbara: ABC CLIO. ISBN 9781851096725.
- Wilcox, Peter & Duncan B. Campbell (2011). La Guerra de las Galias. Barcelona: Osprey Publishing. Traducción inglés-español por Isabel Galera Ibáñez. ISBN 978-84-473-7335-2.